# L'idiota (film 1951)
(Andrej Tarkovskij)
L'idiota (白痴?, Hakuchi) è un film del 1951 diretto da Akira Kurosawa.
Il soggetto è basato sull'omonimo romanzo di Dostoevskij.
Il regista sposta l'azione del romanzo dalla San Pietroburgo del 1800 al Giappone post-bellico; nel film Kameda (Masayuki Mori) e Akama (Toshirō Mifune), interpreti del tema del "doppio", rappresentano i due volti della pazzia. Quella bonaria e solare del protagonista (Myškin nel romanzo originale) e quella cupa e feroce del suo antagonista (Rogožin). I due si contendono l'affascinante Taeko (Nastas'ja in originale, interpretata da Setsuko Hara). Caino e Abele moderni, si divideranno l'amore e la morte della donna contesa per poi morire abbracciati in un gesto di estremo affetto.
Toshiro Mifune e Masayuki Mori erano già stati protagonisti del precedente film di Kurosawa, Rashomon, anche in quel film uno contro l'altro, divisi dalla presenza di una donna.

## Trama
Kinji Kameda, finito per errore davanti ad un plotone di esecuzione, è rimasto profondamente sconvolto da questa esperienza; in seguito al suo ricovero per una crisi epilettica si è posto come unico obiettivo quello di aiutare il prossimo, diventando una persona buona ed onesta. Recatosi ad Hokkaidō per far visita ad Ono, un suo parente, conosce Akama, un uomo violento e dalla condotta immorale, il quale gli racconta della sua passione per Taeko Nasu e della sua intenzione di farla sua sposa. Kameda, vedendone un ritratto, riconosce negli occhi della donna lo sguardo di una persona che ha sofferto molto in vita sua e se ne invaghisce. Taeko, amante del ricco Tohata e legata a lui sin dall'adolescenza, è promessa sposa di Kayama e durante la festa che dovrebbe sancire il loro fidanzamento, rimane affascinata dalla bontà d'animo di Kameda; su suo consiglio decide di mandare a monte le nozze ma allo stesso tempo rifiuta la proposta dell'uomo, troppo puro di cuore per potersi rovinare la vita legandosi ad una reietta come lei. La donna, sebbene innamorata di Kameda, decide così a malincuore di accettare la corte di Akama. Tempo dopo Kameda, dopo essersi trasferito a Tokyo, ritorna in città ed inizia a frequentare Ayako, figlia di Ono; ma presto tra i due si insinuerà l'ombra di Taeko, ancora innamorata di Kameda con cui ha avuto una fugace relazione. Nel corso di un drammatico confronto tra Taeko e Ayako, Kameda viene messo davanti alla scelta tra le due donne: sceglie Taeko, ma corre in soccorso di Ayako che era fuggita sconvolta nella neve. Taeko crolla a terra. Kameda tornerà da Akama a cercare Taeko, per scoprire che Akama conservava il cadavere di Taeko, che aveva accoltellato. Kameda capisce che Taeko era già morta, stroncata da un'emorragia interna quando lui era andato via in soccorso di Ayako. Akama coinvolge Kameda nella sua follia e i due rivali, in un ultimo gesto di amore verso Taeko, veglieranno la sua salma tutta la notte, al gelo, per morire abbracciati l'un l'altro.

## Produzione
Kurosawa realizzò una prima versione del film di 4h30min, ma la casa di produzione, la Shochiku, lo costrinse a ridurlo almeno a 2h30min. Il film fu infine rimontato in una nuova versione di 2h45min.

## Colonna sonora
- Nell'antro del re della montagna, dalla Peer Gynt Suite No. 1, Op. 46, di Edvard Grieg.
- Una notte sul Monte Calvo (udibile durante il carnevale sul ghiaccio), di Modest Petrovič Musorgskij.
- Lady of Spain (udibile nel cafè, poco prima dell'aggressione di Akama), di Tolchard Evans.
- Oh How We Danced (udibile a casa di Akama e Taeko, subito prima dell'arrivo di Kameda e Ayako), di Saul Chaplin e Al Jolson.

## Accoglienza

### Critica
Il film, a suo tempo, fu un grande insuccesso di pubblico e venne stroncato dalla critica giapponese; venne però rivalutato qualche anno dopo, grazie soprattutto alla vittoria di Rashomon al Festival di Venezia. Kurosawa, in merito a L'idiota, disse: 
- Il puntiglioso scavo psicologico dei personaggi, la musica pervasiva di Fumio Hayasaka ne fanno il più sconvolgente film dostoevskiano mai realizzato. Commento del dizionario Morandini che assegna al film quattro stelle su cinque di giudizio[1].
- Rotten Tomatoes assegna al film un punteggio di 7/10[4].